# Copa Governador do Estado da Bahia de 2012
A Copa Governador do Estado da Bahia de 2012 é a quarta edição da competição de futebol realizada na Bahia pela Federação Bahiana de Futebol que se inicia em 16 de setembro e termina em 25 de novembro. Nessa edição terá a presença de oito clubes divididos em dois grupos. O campeão disputará a Copa do Brasil de 2013.

## Clubes participantes
| Clube                  | Cidade               | Estádio          | Capacidade | Em 2011        | Títulos (mais recente) |
| ---------------------- | -------------------- | ---------------- | ---------- | -------------- | ---------------------- |
| Atlético de Alagoinhas | Alagoinhas           | Carneirão        | 12.000     | 2º             | 0 (não possui)         |
| Bahia                  | Salvador             | Pituaçu          | 32.157     | 4°             | 0 (não possui)         |
| Bahia de Feira         | Feira de Santana     | Jóia da Princesa | 16.274     | 3º- Grupo 1    | 0 (não possui)         |
| Feirense               | Feira de Santana     | Jóia da Princesa | 16.274     | 4°- Grupo 1    | 0 (não possui)         |
| Fluminense de Feira    | Feira de Santana     | Jóia da Princesa | 16.274     | não participou | 1 (2009)               |
| Jacuipense             | Riachão do Jacuípe   | Eliel Martins    | 4.000      | não participou | 0 (não possui)         |
| Vitória                | Salvador             | Barradão         | 34.998     | 3º- Grupo 2    | 0 (não possui)         |
| Vitória da Conquista   | Vitória da Conquista | Lomantão         | 12.600     | 1º             | 2 (2011)               |

## Primeira fase
Para ler a tabela, a linha horizontal representa os jogos da equipe como mandante. A coluna vertical indica os jogos da equipe como visitante.
| Vitória do mandante. | Vitória do visitante. | Empate. |

### Grupo 1
| Clube | Clube                | Pts | J | V | E | D | GP | GC | SG | %     |
| ----- | -------------------- | --- | - | - | - | - | -- | -- | -- | ----- |
| 1     | Vitória da Conquista | 13  | 6 | 4 | 1 | 1 | 8  | 4  | +4 | 72,22 |
| 2     | Bahia de Feira       | 10  | 6 | 3 | 1 | 2 | 7  | 5  | +2 | 55,56 |
| 3     | Vitória              | 7   | 6 | 2 | 1 | 3 | 6  | 8  | -2 | 38,89 |
| 4     | Fluminense de Feira  | 4   | 6 | 1 | 1 | 4 | 4  | 6  | -2 | 22,22 |

|                      | BFE | FLU | VIT | VCO |
| -------------------- | --- | --- | --- | --- |
| Bahia de Feira       | —   | 2–0 | 2–1 | 1–0 |
| Fluminense de Feira  | 1–1 | —   | 2–0 | 1–2 |
| Vitória              | 2–1 | 1–0 | —   | 2–2 |
| Vitória da Conquista | 1–0 | 1–0 | 2–0 | —   |

### Grupo 2
| Clube | Clube                  | Pts | J | V | E | D | GP | GC | SG | %     |
| ----- | ---------------------- | --- | - | - | - | - | -- | -- | -- | ----- |
| 1     | Jacuipense             | 11  | 6 | 3 | 2 | 1 | 11 | 5  | +6 | 61,11 |
| 2     | Atlético de Alagoinhas | 9   | 6 | 3 | 0 | 3 | 10 | 9  | +1 | 50    |
| 3     | Feirense               | 8   | 6 | 2 | 2 | 2 | 8  | 11 | -3 | 44,44 |
| 4     | Bahia                  | 5   | 6 | 1 | 2 | 3 | 7  | 11 | -4 | 27,78 |

|                        | ATL | BAH | FEI | JAC |
| ---------------------- | --- | --- | --- | --- |
| Atlético de Alagoinhas | —   | 3–1 | 2–0 | 2–1 |
| Bahia                  | 3–1 | —   | 0–0 | 1–1 |
| Feirense               | 3–2 | 3–2 | —   | 0–3 |
| Jacuipense             | 1–0 | 3–0 | 3–1 | —   |

## Fase final
|  | Semifinais (3 a 11 de novembro) | Semifinais (3 a 11 de novembro) | Semifinais (3 a 11 de novembro) | Semifinais (3 a 11 de novembro) |   |            | Final (18 a 25 de novembro) | Final (18 a 25 de novembro) | Final (18 a 25 de novembro) | Final (18 a 25 de novembro) |
|  |                                 |                                 |                                 |                                 |   |            |                             |                             |                             |                             |
|  | Jacuipense                      | 2                               | 0                               | 2                               |   |            |                             |                             |                             |                             |
|  | Bahia de Feira                  | 1                               | 0                               | 0                               |   |            |                             |                             |                             |                             |
|  | Bahia de Feira                  | 1                               | 0                               | 0                               |   | Jacuipense | 2                           | 0                           | 2                           |                             |
|  |                                 |                                 |                                 |                                 |   | Jacuipense | 2                           | 0                           | 2                           |                             |
|  |                                 | Vitória da Conquista            | 1                               | 1                               | 2 |            |                             |                             |                             |                             |
|  | Vitória da Conquista            | Vitória da Conquista            | 1                               | 1                               | 2 | 0          | 2                           | 2                           |                             |                             |
|  | Vitória da Conquista            |                                 |                                 |                                 |   | 0          | 2                           | 2                           |                             |                             |
|  | Atlético de Alagoinhas          | 1                               | 0                               | 1                               |   |            |                             |                             |                             |                             |

Em negrito os times classificados a final

### Semifinais

#### Jogos de ida
| 03 de novembro  | Atlético de Alagoinhas | 1 – 0          | Vitória da Conquista | Carneirão, Alagoinhas                               |
| 19:00 Histórico | Robert 14'             | sumula bordero |                      | Público: 698 Árbitro: BA Lúcio José Silva de Araújo |

| 04 de novembro | Bahia de Feira | 1 – 2          | Jacuipense            | Joia da Princesa, Feira de Santana                 |
| 15:00          | Romulo 84'     | sumula bordero | Nadson 2' · Jânio 36' | Público: 207 Árbitro: BA Manoel Nunes Lopo Garrido |

#### Jogos de volta
| 11 de novembro | Jacuipense | 0 – 0          | Bahia de Feira | Valfredão, Riachão do Jacuípe                        |
| 14:00          |            | sumula bordero |                | Público: 810 Árbitro: BA Cosme Iran Sabino de Araújo |

| 11 de novembro  | Vitória da Conquista      | 2 – 0          | Atlético de Alagoinhas | Lomantão, Vitória da Conquista                       |
| 16:00 Histórico | Cacá 42' · Zé Leandro 63' | sumula bordero |                        | Público: 800 Árbitro: BA Arilson Bispo da Anunciação |

### Final

#### Jogo de ida
| 18 de novembro | Jacuipense               | 2 – 1          | Vitória da Conquista | Valfredão, Riachão do Jacuípe                         |
| 16:00          | Jânio 10' · Jussimar 83' | sumula bordero | Márcio Panda 50'     | Público: 1 538 Árbitro: BA Lúcio José Silva de Araújo |

#### Jogo de volta
| 25 de novembro | Vitória da Conquista | 1 – 0          | Jacuipense | Lomantão, Vitória da Conquista                       |
| 16:00          | Carlinhos 38'        | sumula bordero |            | Público: 4 950 Árbitro: BA Manoel Nunes Lopo Garrido |

| Campeão da Copa Governador 2012 |
| ------------------------------- |
| Vitória da Conquista 3° título  |

## Classificação geral
|  |

|  |                                 |
|  | Campeão da Copa Governador 2012 |

|  |                             |
|  | Eliminados na primeira fase |

## Artilharia
Atualizado em 26 de novembro.